# نبرد کیپ اسپادا
نبرد کیپ اسپادا (انگلیسی: Battle of Cape Spada) جنگ دریایی در طی نبرد مدیترانه در دریای مدیترانه شمال غربی کرت بود.